# 스캘러왜그
스캘러왜그(scalawag)는 미국 남북 전쟁이 끝난 후 재건 시대 원래 남부 동맹에 들어가 있던 남부에서 공화당원이 된 백인을 말한다. 이 말은 원래 경멸적인 의미로 글자 그대로 하면 ‘깡패’, ‘건달’이라는 의미가 있었지만, 21세기의 학자와 참고서에서도 문어로 사용되고 있다. 일부 학자들은 역사적으로 경멸적인 의미를 가지고 있기 때문에 사용하지 않는 용어이기도 하다. 전후 스캘러왜그는 전쟁 때 남부에 있던 미국 유지파와 중복되고 있지만 명확한 집단을 이루고 있던 것은 아니었다.
스캘러왜그는 해방 노예(원래 노예 흑인)와 북부에서 온 이들(역시 경멸적으로 카펫배거 carpetbagger로 불린)과의 연계하여 주 및 지방 정부의 지배권을 확대해 갔다. 이들의 제휴에 의한 지배권 확대는 버지니아를 제외한 전 미국 연합국 각 주이며, 1866년에서 1877년 동안 주에 따라 기간은 다르지만 계속되고 있었다. 스캘러왜그 중에서도 눈에 띄는 인물은 로버트 E. 리 휘하의 고급 장교였던 제임스 롱스트리트와 전쟁 때 조지아 주지사였던 조셉 브라운이었다. 미국 연합군을 지지하지 않은 사람은 1867년의 〈재건법〉에 근거하여 ‘철의 맹세’를 하면 선거권 및 피선거권이 인정되었다. 1870년대 많은 사람이 공화당에서 보수적 인 민주당 연합으로 전업하고 리디머(redeemer, 글자 그대로 구매자)로 불렸다. 보수적인 민주당은 1877년까지 모든 남부 주에서 공화당에서 지배권을 되찾았다.

## 같이 보기
- 리디머 (재건 시대)
- 멸칭